# Glyphocrangon faxoni
Glyphocrangon faxoni is een garnalensoort uit de familie van de Glyphocrangonidae. De wetenschappelijke naam van de soort is voor het eerst geldig gepubliceerd in 1918 door Johannes Govertus de Man.